# Psilopogon rafflesii
Megalaima rafflesii là một loài chim trong họ Megalaimidae.